# Centaurea raphanina
Centaurea raphanina là một loài thực vật có hoa trong họ Cúc. Loài này được Sm. mô tả khoa học đầu tiên.